# Під вулканом (фільм, 2024)
«Під вулканом» (пол. Pod wulkanem) — польський драматичний фільм 2024 року, режисера Даміана Коцура. Польський кандидат на номінацію «Найкращий міжнародний повнометражний фільм» премії Оскар 2025 року.

## Сюжет
Молода українська родина із чотирьох осіб перебуває у відпустці на Тенерифе. В останній її день дізнається про початок російського вторгнення в Україну, втрачає можливість повернутися до Києва і із туристів перетворюється на біженців.
Це фільм про колективну травму, яку я продемонстрував на одній родині. — режисер Даміан Коцур про фільм

## Актори
| Актор              | Роль  |
| ------------------ | ----- |
| Роман Луцький      | Рома  |
| Анастасія Карпенко | Настя |
| Софія Березовська  | Софія |
| Федір Пугачов      | Федір |

## Сприйняття
Картина отримала переважно схвальні відгуки критиків і глядачів, а також низку міжнародних кінопремій. Стала польським кандидатом на номінацію «Найкращий міжнародний повнометражний фільм» премії Оскар 2025 року.
Прем'єра відбулася у вересні 2024 на Міжнародному кінофестивалі у Торонто. Також стрічка відкрила 49-й Кінофестиваль у Гдині, де Софія Березовська отримала нагороду за акторський дебют, та стала фільмом-закриттям 54-го Київського міжнародного кінофестивалю «Молодість».
Сила цього фільму в тому, що його знімають не українці, а поляки.

Це ще один голос, який нагадує, що війна триває. Бо інколи ми чуємо в Західній Європі, що українці говорять тільки про війну, а про що нам говорити, якщо ми гинемо? І якщо Польща також говорить про війну, ми не одні. Це цінно і важливо. Фільм є кандидатом на «Оскар», і це вже є перемогою. — актор Роман Луцький про фільм
| Рік  | Нагорода                              | Категорія                    | Номінант          | Результат |
| ---- | ------------------------------------- | ---------------------------- | ----------------- | --------- |
| 2024 | BFI Лондонський кінофестиваль         | Найкращий фільм              | Даміан Коцур      | Номінація |
| 2024 | Варшавський міжнародний кінофестиваль | Нагорода «Crème de la Crème» | Даміан Коцур      | Номінація |
| 2024 | Кінофестиваль у Гдині                 | Професійний акторський дебют | Софія Березовська | Перемога  |
| 2024 | Кінофестиваль у Гдині                 | Гран-прі «Золотий лев»       | Даміан Коцур      | Номінація |
| 2024 | Коркський міжнародний кінофестиваль   | Дух фестивалю                | Даміан Коцур      | Номінація |
| 2024 | Міжнародний кінофестиваль у Марракеші | Найкращий режисер            | Даміан Коцур      | Перемога  |
| 2024 | Міжнародний кінофестиваль у Марракеші | Гран-прі «Золота зірка»      | Даміан Коцур      | Номінація |
| 2024 | Міжнародний кінофестиваль у Марракеші | Найкраща чоловіча роль       | Роман Луцький     | Перемога  |
| 2024 | Міжнародний кінофестиваль у Салоніках | Нагорода «Золотий Александр» | Даміан Коцур      | Номінація |
| 2024 | Міжнародний кінофестиваль у Сан-Паулу | Нові режисери                | Даміан Коцур      | Номінація |
| 2024 | Міжнародний кінофестиваль у Торонто   | Приз глядацьких симпатій     | Даміан Коцур      | Номінація |
| 2024 | Цюрихський кінофестиваль              | Найкращий художній фільм     | Даміан Коцур      | Номінація |